# 约翰内斯·洛赫纳
约翰内斯·洛赫纳（德語：Johannes Lochner，1990年10月15日—），德国男子雪车运动员。他曾代表德国参加2018年和2022年冬季奥林匹克运动会雪车比赛，其中2022年冬季奥运会获得男子双人和四人银牌。